# Липошинович, Лука
Лука Липошинович (серб. кир. Лука Липошиновић; 12 мая 1933, Суботица — 26 сентября 1992, Загреб) — югославский футболист и тренер.

## Карьера футболиста
В 1950 году начал профессиональную карьеру в загребском «Динамо». За 16 лет в составе столичного клуба сыграл 410 матчей и забил 47 голов. Помог «синим» дважды выиграть национальный чемпионат (1953/1954 и 1957/1958) и национальный кубок (1959/1960).
В 1965 году присоединился к австрийскому клубу «ЛАСК». За «черно-белых» Липошинович сыграл один сезон и завершил карьеру футболиста

## Международная карьера
Дебют за национальную сборную Югославии состоялся 26 сентября 1954 в товарищеском матче против сборной Саара. Был включён в составы на летние Олимпийские игры 1956 в Мельбурне, где югославы взяли серебряные медали, и на чемпионат мира 1958 в Швеции. Всего за сборную Липошинович сыграл 13 матчей и забил 3 гола.

### Голы за сборную
| # | Дата            | Место                   | Соперник  | Счёт | результат | Турнир                                  |
| - | --------------- | ----------------------- | --------- | ---- | --------- | --------------------------------------- |
| 1 | 23 декабря 1956 | Сенайан, Джакарта       | Индонезия | 0-1  | 1-5       | Товарищеский матч                       |
| 2 | 12 мая 1957     | Максимир, Загреб        | Италия    | 3-0  | 6-1       | Кубок Центральной Европы с 1955 по 1960 |
| 3 | 26 апреля 1959  | Санкт-Якоб Парк, Базель | Швейцария | 0-1  | 1-5       | Кубок Центральной Европы с 1955 по 1960 |

## Карьера тренера
С 1971 по 1972 года руководил австрийским клубом «ЛАСК».